# 304
304 је била преступна година.

## Догађаји
- Цезар Галерије, у пратњи цара Диоклецијана, однео је своју четврту и последњу победу над Готима. Многи од преживелих су пресељени у Римско царство, где су подељени.
- Диоклецијан, се тешко разболео, приликом прегледа дунавске границе.
- Цезар Констанције I опседа германске нападачке снаге на острву на Рајни и присиљава њихову предају.
- Ченг-Хан је стекао независност од династије Ђин.
- Бирју постаје краљ корејског краљевства Пекче.

### Септембар
- 25. октобар – Папа Марцелин умире у Риму након 8-годишњег епископства. Трон римског епископа ће остати упражњен до 308. године.

## Смрти
- Википедија:Непознат датум — Агапија, Хионија и Ирина, хришћанске светитељке.
- Википедија:Непознат датум — Иринеј, хришћански светитељ и епископ сремски.
- Википедија:Непознат датум — Калиопије, хришћански светитељ.
- Википедија:Непознат датум — Панкратије, хришћански светитељ.
- Википедија:Непознат датум — Теодора и Дидим, хришћански светитељи.
- Википедија:Непознат датум — Зенон и Зена, хришћански светитељи.
- Википедија:Непознат датум — Киријакија, Велерија и Марија, хришћанске светитељке.
- Википедија:Непознат датум — Свети Сергиј, хришћански светитељ.